# Birthday (bài hát của Katy Perry)
"Birthday" (tạm dịch: "Ngày sinh nhật") là một bài hát nhạc disco được thu âm bởi ca sĩ - nhạc sĩ người Mỹ, Katy Perry, cho album phòng thu thứ tư của cô Prism. Nó được viết bởi Perry, Bonnie McKee và nhà sản xuất Dr Luke, Max Martin và Cirkut. Các nhà phê bình, và cũng chính bản thân Perry, đã so sánh bài hát với những sản phẩm của Prince và Mariah Carey. Qua cách viết lời bài hát lấp lửng ẩn chứa hai nghĩa có thể ngụ ý Perry muốn thể hiện tình dục trong buổi lễ sinh nhật của người yêu. Bài hát được hãng đĩa Capitol gửi đến các đài phát thanh vào ngày 21 tháng 4 năm 2014 như là đĩa đơn chính thức thứ 4 từ album Prism.
Sau khi được phát hành, bài hát nhận được đánh giá tích cực từ các nhà phê bình âm nhạc, khi ca ngợi phần giai điệu của bài hát nhưng cũng chỉ trích phần lời của nó có liên quan đến tình dục. Sau khi album Prism được phát hành, "Birthday" đã tiến vào bảng xếp hạng đĩa đơn của Hàn Quốc và Pháp. Khi được phát hành như một đĩa đơn chính thức, nó đạt được thành công thương mại ở mức vừa phải khi lọt vào top 30 tại Úc, Anh và Hà Lan, vươn đến vị trí 17 tại bảng xếp hạng Billboard Hot 100 và vị trí thứ 7 tại Canadian Hot 100. Video âm nhạc minh họa cho bài hát được phát hành vào ngày 24 tháng 4 năm 2014, phần chính được ghi lại bằng camera giấu kín, cho thấy hình ảnh Perry hóa thân vào 5 nhân vật khác nhau ở các bữa tiệc sinh nhật và các buổi tiệc kỷ niệm khác.

## Sản xuất và phát hành

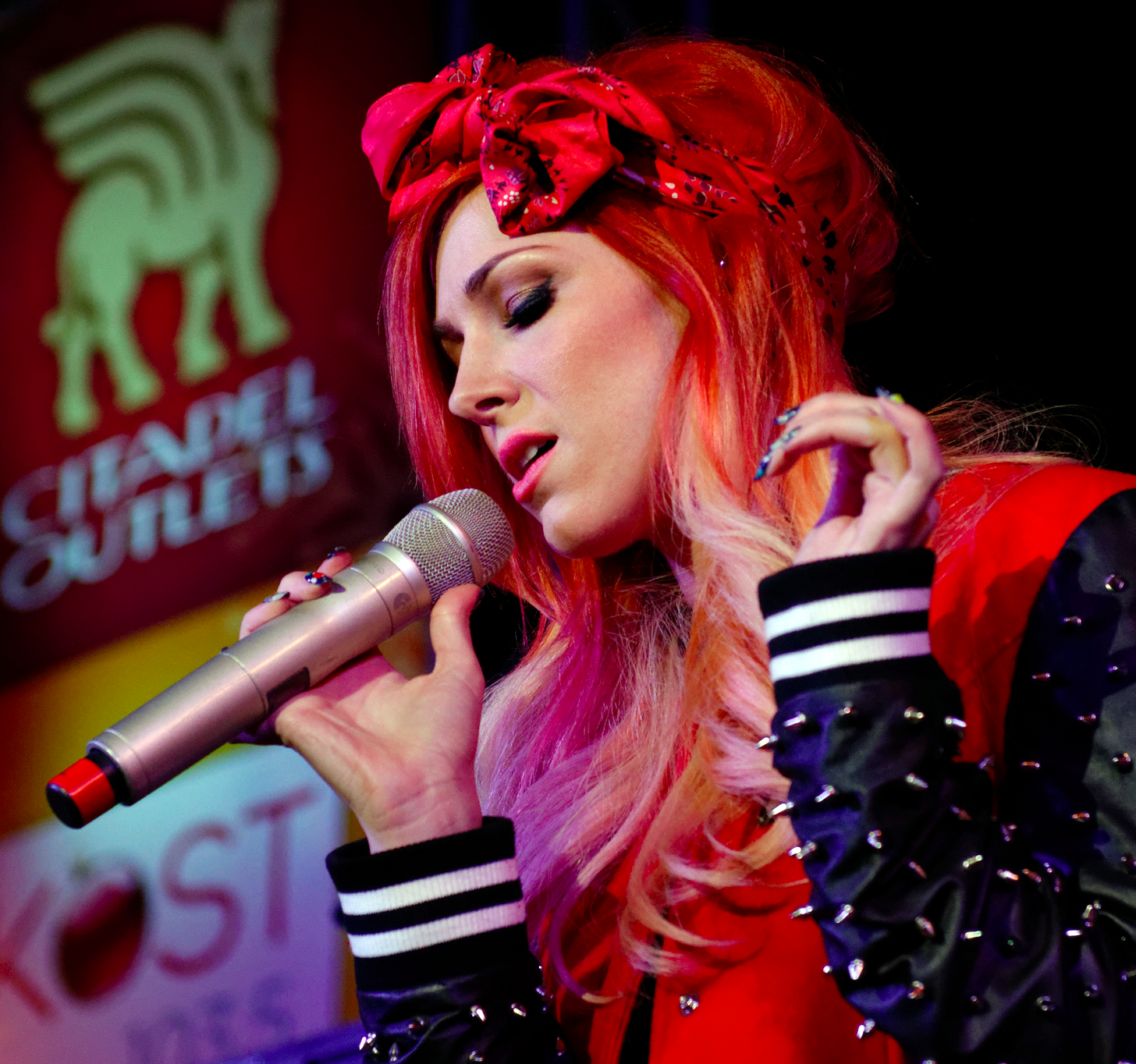
Bonnie McKee, phụ viết bài hát

"Birthday "được viết bởi Perry, Bonnie McKee, Cirkut, Dr.Luke và Max Martin. Ba người có tên cuối cũng đã thực hiện bài hát và đóng góp vào phần phối âm và lập trình nhạc cụ tương ứng. Trống được chơi bởi Steve Wolf, trong khi kèn cor được chơi bởi ban nhạc Saturday Night Live, việc soạn nhạc do Lenny Pickett đảm nhiệm và kỹ thuật phối khí do Dave O'Donnell đảm nhiệm. Bản phối audio được thực hiện bởi Peter Carlsson, Clint Gibbs, Sam Holland, và Michael Illbert. Bài hát được pha trộn và nhào nặn bởi Serban Ghenea tại phòng thu MixStar Studios ở Virginia Beach, Virginia, cùng với kỹ sư âm nhạc John Hanes. Việc thu âm được tiến hành ở nhiều nơi, bao gồm phòng thu Luke's in the Boo tại Malibu, California, phòng thu Conway s tại Hollywood, California, phòng thu Playback tại Santa Barbara, California, MXM Studios ở Stockholm, Thụy Điển và phòng thu Secret Garden tại Montecito, California.
Bài hát được đăng trực tuyến vào ngày 16 tháng 10 năm 2013, hai ngày trước khi album Prism ra mắt. Vào ngày 3 tháng 4 năm 2014, Perry thông báo trên tài khoản Twitter của mình rằng "Birthday" sẽ được phát hành như đĩa đơn chính thức thứ 4 từ album, cùng lúc đó cô cũng cho đăng hình bìa chính thức cho đĩa đơn. Bìa đĩa là hình ảnh chụp trong bữa tiệc sinh nhật tổ chức vào năm 1990 của Perry, với hình Perry đeo nơ và cô chị gái Angela Hudson tươi cười nhìn vào máy ảnh; những quả bong bóng hình chữ cái được dùng photoshop chỉnh sửa và được chèn vào khéo léo trên bìa đĩa để tạo nên tên Katy Perry. Tên bài hát là hình ảnh của những cây nến cắm trong chiếc bánh sinh nhật. Để quảng bá cho đĩa đơn thì video với lời nhạc cho "Birthday" đã được đăng tải lên tài khoản Vevo của Perry vào ngày 10 tháng 4 năm 2014. Nó là một chuỗi những hình ảnh của nhiều loại bánh ngọt và kẹo để trang trí và tạo thành lời bài hát; cuối video là hình ảnh Perry thắp sáng ngọn nến cuối cùng của chiếc bánh sinh nhật.

## Sáng tác
"Birthday" là một bài hát thuộc thể loại nhạc disco với độ dài 3:35. Bài hát được viết bằng âm B trưởng và kéo theo đó là một dãy âm Emaj9–C♯m7–Emaj9–C♯m7–B với nhịp độ 126 nhịp trên phút (BPM). Giọng hát của Perry nằm trong khoảng từ nốt B3 đến nốt F♯5. Trong buổi biểu diễn giới thiệu album Prism tổ chức tại New York thì Perry đã mô tả "Birthday" như một bài hát mà cô đã "nỗ lực viết nó" để nghệ sĩ thu âm người Mỹ Mariah Carey có thể có được trong album phòng thu đàu tay của cô ấy. Kể từ khi bài hát được phát hành, phần nhạc của nó được so sánh với Prince và bộ đôi Wendy & Lisa.
"Birthday" còn chứa các yếu tố của funk-pop, synthpop và disco house. Bài hát chứa giai điệu sôi động cùng với một xung lực nhịp nhàng sâu sắc. Randall Roberts của tờ Los Angeles Times đánh giá "Birthday" như là một phiên bản cập nhật của nhạc disco, là sự thay thế âm thanh của "dây đàn sang trọng" bằng "sự phá cách điên rồ và âm điệu sạch sẽ". Phần lời của bài hát trình bày việc tổ chức kỷ niệm sinh nhật của người yêu như một phép ẩn dụ cho sự quan hệ tình dục. Phần đầu của "Birthday", khi Perry hát câu "Let me get you in your birthday suit / It's time to bring out the big balloons", được Ben Rattliff tìm ra gần giống như những gì bộ đôi DJ người Pháp Daft Punk từng làm.

## Đánh giá phê bình
Stephen Thomas Erlewine của Allmusic và Kitty Empire của The Guardian đã gọi "Birthday" là một trong những bài hát hay nhất album Prism: Erlewine mô tả bài hát như "một cú nổ hào quang rực rỡ của thể loại nhạc retro-disco" và Empire thì tìm ra sự "nữ tính gây nhộn" đã giúp bài hát duy trì nó. Marah Eakin từ The A.V. Club thì cảm nhận thấy sự "vui vẻ thuần khiết" của bài hát. Jason Lipshutz của tạp chí Billboard gọi bài hát là "ấn tượng lạnh như băng" và nói rằng nó là "bản nhạc pop (cao cấp) trả lời cho bài hát "Everyday Birthday" của Swizz Beatz. Anh cũng cảm thấy nó là một bài hát "có tiềm năng công phá nhất" album Prism. Chris Bosman của Consequence of Sound thì viết bài hát là "mứt ngọt nhạc disco không cưỡng lại được" và cảm thấy nó vượt trội hơn so với album Kiss của nữ ca sĩ Carly Rae Jepsen.
Jon Dolan từ tạp chí Rolling Stone đã lưu ý rằng sự "sôi nổi tươi nắng" từ album Teenage Dream đã xuất hiện trong bài hát. Sal Cinquemani từ tạp chí Slant nói rằng đây là một bài hát "gợi cảm và vui tươi". Alexis Petridis từ The Guardian thì cho rằng bài hát như một bản phối lại của các bài hát của Mariah Carey nhưng lại khen ngợi những giai điệu của nó "đáng kể và mạnh mẽ" hơn album Alive của nữ nghệ sĩ Jessie J. Rob Harvilla từ tạp chí Spin thì chỉ trích bài hát về vấn đề tình dục của nó, anh đã mô tả nó là bài hát "mất trật tự, trường lớp ngu ngốc, chiếc mũ cánh quạt của nhục dục". Evan Sawdey của PopMatters thì miêu tả "Birthday" là "bài hát quyến rũ nhất" album Prism nhưng anh nghĩ rằng bài hát là sự lặp lại của đĩa đơn "Domino" của Jessie J và đĩa đơn trước đó của Perry là Last Friday Night (T.G.I.F.). Lewis Corner từ Digital Spy phân loại bài hát là "thứ nhạc pop ve vãn", trong khi đó Melinda Newman từ HitFix đánh giá bài hát bằng điểm B+ và gọi nó là "chiếc kẹo nhạc pop ngon lành". James Reed từ The Boston Globe thì gọi lời nhạc ẩn ý nhiều nghĩa của bài hát "thật vui nhộn".

## Diễn biến xếp hạng
Sau khi phát hành Prism, do doanh số tải kỹ thuật số tăng mạnh mẽ nên "Birthday" đã lọt vào bảng xếp hạng đĩa đơn của Hàn Quốc và Pháp. Nó xuất hiện ở vị trí 160 tại bảng xếp hạng Syndicat National de l'Édition Phonographique trong vòng 1 tuần. Tại Hàn Quốc, thì nó vươn lên được vị trí 51 tại bảng xếp hạng Gaon International Chart với 3.089 bản kỹ thuật số được tải về. Trước khi phát hành như một đĩa đơn, thì bài hát xuất hiện tại bảng xếp hạng Billboard Hot 100 tại vị trí 91 vào ngày 16 tháng 4 năm 2014. Một tuần sau đó, bài hát nhảy lên vị trí 83, đến tuần kế tiếp nó nhảy lên vị trí 37. Bài hát vươn lên được vị trí 17 tại Hoa Kỳ, trở thành đĩa đơn thứ ba của Perry không lọt vô được top 10 của bảng xếp hạng.

## Video âm nhạc

### Phát triển và ghi hình

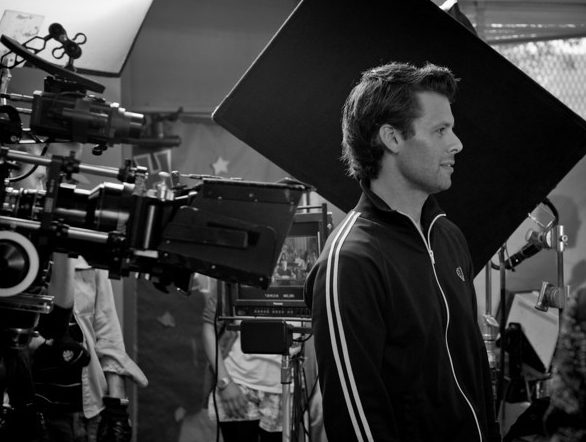
Marc Klasfeld là đạo diễn cho video âm nhạc của "Birthday".

Video âm nhạc chính thức cho "Birthday" được đạo diễn bởi Marc Klasfeld và Danny Lockwood; Dawn Rose đóng vai trò là nhà sản xuất còn Nicole Acacio là giám đốc sản xuất. Richard Alarcon là biên tập viên, Tony Gardner là chuyên viên hóa trang và Joseph Robbins là đạo diễn hình ảnh. Video được tiến hành ghi hình vào tháng 4 năm 2014, trong đó Perry đảm nhận 5 nhân vật khác nhau đến để mua vui cho các bữa tiệc. Những nhân vật đó bao gồm vũ công nhảy sexy lớn tuổi tên Goldie, người dẫn chương trình người Do Thái tên Yosef Shulem, chú hề tên Kriss, người huấn luyện động vật tên Ace và công chúa chuyên vẽ mặt tên Mandee. Để chuyển đổi sang mỗi nhân vật khác nhau thì trung bình Perry mất 7 tiếng để được Tony Gardner trang điểm và hóa trang.
Những bữa tiệc mà Perry tham gia trong video đều là những bữa tiệc có thật và người tham gia không hề biết đến sự hiện diện của cô; ban tổ chức các bữa tiệc thì tin rằng họ đang đăng ký tham gia một chương trình truyền hình thực tế gọi là "Birthday Blowouts". Tương tự như vậy, phần lớn các sự kiện diễn ra trong video đã được dàn dựng mà không có sự nhận biết trước nào của ban tổ chức các bữa tiệc và khách mời. Ví dụ, phân đoạn tai nạn xe hơi (dàn dựng) trong video đã làm cho một số trẻ em tại bữa tiệc hoảng sợ và khóc. Perry nói video "rất phức tạp để làm và ghi hình" và là "video điên rồ nhất" của cô từ trước đến nay. Đoạn teaser cho video giới thiệu các nhân vật được phát hành vào ngày 22 tháng 4 năm 2014, và video chính thức được ra mắt hai ngày sau đó.

### Nội dung

Katy Perry trong vai nhân vật Yosef Shulem, nhân vật nhận nhiều sự chỉ trích nhất từ các nhà phê bình âm nhạc.

Video âm nhạc bắt đầu bằng lời giới thiệu ngắn của 5 nhân vật Goldie, Yosef, Kriss, Ace, và Mandee, những người do Katy Pery ngụy trang như là "5 người có trách nhiệm giúp vui mà tồi tệ nhất thế giới". Trong sinh nhật lần thứ 90 của người đàn ông, Goldie chui từ trong một mô hình chiếc bánh sinh nhật ra và bắt đầu biểu diễn tiết mục lắc hông cho người đàn ông. Trong bữa tiệc sinh nhật của những đứa trẻ, chú hề Kriss đang cố gắng tạo ra hình động vật từ những chiếc bong bóng, trong khi nhà huấn luyện thú Ace giới thiệu cho lũ trẻ những con chuột bạch trước khi biểu diễn màn nuốt chuột đã làm cho nhiều đứa trẻ khóc. Tại bữa tiệc của một đứa trẻ khác, công chúa Mandee vẽ lên khuôn mặt những bé gái nhưng trình độ vẽ của cô rất tồi; còn Goldie trong khi nhảy thì bà gặp phải một số vấn đề về đường hô hấp. Yosef tiến vào một bữa tiệc gồm nhiều khách mời và bắt đầu dẫn chương trình, khi chương trình đang diễn ra Yosef đã lén ăn vụng bánh mì. Goldier kéo chân giả của một người đàn ông và dùng nó như một chiếc đàn guitar để đánh và Kriss sau khi làm đổ cái bàn để thức ăn và bánh sinh nhật thì trốn sau một cái cây để uống rượu.
Khi đang bên cạnh người đàn ông cao tuổi thì Goldie đột nhiên ngã quỵ và người phụ nữ chăm sóc bà phải dùng đến máy trợ tim. Trong khi cố gắng để đập được một piñata (một hình nộm bằng giấy) thì Kriss đã chạy ra đường và gây ra một tai nạn giao thông khiến những người tham gia bữa tiệc bị sốc. Tại lồng thú, Ace cho một con dê chạy rông và nó đã thải chất thải và đái lên mặt đất. Khi đó, Goldie thì đang đút bánh sinh nhật cho người đàn ông 90 tuổi ăn còn Yosef thì thể hiện một đoạn beat-box nhưng bị sự phản đối của khách mời. Công chúa Mandee cởi bỏ bộ tóc giả, mũ và mặt nạ để cho thấy mình là Perry, trước sự hò hét reo vui của trẻ em. Goldie thì tiếp tục ăn bánh với người đàn ông trước khi giạng hai chân ông ta ra trên chiếc xe lăn. Vào phân cảnh cuối của bài hát, công chúa Mandee và lũ trẻ nói "Happy Birthday" trước ống kính và thêm vào đó các nhân vật khác nhảy và hát nhép theo bản phối lại của bài hát.

### Tiếp nhận
Christina Garibaldi của MTV News viết rằng Perry "tiếp tục thể hiện những gì tốt nhất của cô ấy" với video này và cho rằng cách tiếp cận của video rất "sáng tạo, vui vẻ và mang một chút kích động đáng yêu". Daniel D'Addario của Salon thì chỉ trích nhân vật Yosef Shulem và tố cáo nhân vật này là "sự rập khuôn người Do Thái". Anh nói Perry thực sự đã là trung tâm của sự tranh cãi khi cô ăn mặc như một geisha cho màn biểu diễn bài hát "Unconditionally" năm 2013 và đặt câu hỏi về quyết định của Perry về chân dung của Yosef. Viết cho tạp chí Time, Nolan Feeman đã châm biếm "người Do Thái không trang phục" và nói video là một sự rối trí. Ariana Bacle từ Entertainment Weekly gọi nhân vật là sự "chống lại Do Thái" và cho rằng Perry nên dừng ngay lại việc cô hiện thân cho các nền văn hóa. Từ Consequence of Sound, Chris Coplan gọi khung cảnh video thật đáng kinh ngạc và mô tả nó như một phiên bản "ít làm khó chịu và mệt mỏi" của bộ phim The Master of Disguise. Zach Frydenlund của Complex thì có những nhận xét tích cực cho video rằng nó là "một sự giải thoát và kính trọng" và nói rằng nhân vật Goldie có tạo hình khá đẹp.

## Biểu diễn trực tiếp
Bài hát được biểu diễn trực tiếp lần đầu tiên tại Billboard Music Awards 2014.

## Danh sách bài hát
- Tải nhạc kỹ thuật số (remix)[37]

1. "Birthday" (Cash Cash Remix) – 4:25

## Xếp hạng và chứng nhận

### Bảng xếp hạng
| Bảng xếp hạng (2014)                            | Vị trí cao nhất |
| ----------------------------------------------- | --------------- |
| Úc (ARIA)                                       | 25              |
| Áo (Ö3 Austria Top 40)                          | 52              |
| Bỉ (Ultratip Flanders)                          | 2               |
| Bỉ (Ultratip Wallonia)                          | 2               |
| Canada (Canadian Hot 100)                       | 7               |
| Croatia (Croatian Airplay Radio Chart)          | 23              |
| Cộng hòa Séc (Rádio Top 100)                    | 32              |
| Phần Lan (Suomen virallinen radiolista)         | 25              |
| Pháp (SNEP)                                     | 57              |
| Trường songid là BẮT BUỘC CHO BẢNG XẾP HẠNG ĐỨC | 69              |
| Ireland (IRMA)                                  | 47              |
| Israel (Media Forest TV Airplay)                | 1               |
| Ý (FIMI)                                        | 49              |
| Hà Lan (Dutch Top 40)                           | 34              |
| Hà Lan (Single Top 100)                         | 56              |
| New Zealand (Recorded Music NZ)                 | 17              |
| Scotland (OCC)                                  | 16              |
| Slovakia (Rádio Top 100)                        | 37              |
| Nam Phi (EMA)                                   | 3               |
| Hàn Quốc (Gaon Digital Chart)                   | 10              |
| Anh Quốc (OCC)                                  | 22              |
| Hoa Kỳ Billboard Hot 100                        | 17              |
| Hoa Kỳ Adult Contemporary (Billboard)           | 29              |
| Hoa Kỳ Adult Pop Airplay (Billboard)            | 11              |
| Hoa Kỳ Dance Club Songs (Billboard)             | 1               |
| Hoa Kỳ Pop Airplay (Billboard)                  | 8               |

| Quốc gia                                                                           | Chứng nhận | Số đơn vị/doanh số chứng nhận |
| ---------------------------------------------------------------------------------- | ---------- | ----------------------------- |
| Úc (ARIA)                                                                          | Vàng       | 35.000^                       |
| Hoa Kỳ (RIAA)                                                                      | Vàng       | 500.000‡                      |
| * Chứng nhận dựa theo doanh số tiêu thụ. ^ Chứng nhận dựa theo doanh số nhập hàng. |            |                               |

## Lịch sử phát hành
| Quốc gia       | Ngày phát hành            | Kiểu phát hành                         | Háng đĩa |
| -------------- | ------------------------- | -------------------------------------- | -------- |
| Hoa Kỳ         | Ngày 21 tháng 4 năm 2014  | Đài phát thanh đương đại               | Capitol  |
| Hoa Kỳ         | Ngày 21 tháng 4 năm 2014  | Đài phát thanh âm nhạc                 | Capitol  |
| Hoa Kỳ         | Ngày 20 tháng 5 năm 2014  | Tải nhạc kỹ thuật số (Cash Cash remix) | Capitol  |
| Vương Quốc Anh | Ngày 28 tháng 4 năm 2014  | Đài phát thanh đương đại               | Capitol  |
| Vương Quốc Anh | Ngày 22 tháng 5 năm 2014  | Tải nhạc kỹ thuật số (Cash Cash remix) | Capitol  |
| Ý              | Ngày 6 tháng 6 năm 2014   | Đài phát thanh trung tâm               | Capitol  |
| Đức            | Ngày 31 tháng 12 năm 2014 | CD                                     | Capitol  |